# 自然が奏でる交響曲『地球オーケストラ』この惑星の美しい音を探す大紀行
『自然が奏でる交響曲『地球オーケストラ』この惑星の美しい音を探す大紀行』（しぜんがかなでるこうきょうきょく『ちきゅうおーけすとら』このわくせいのうつくしいおとをさがすだいきこう）は、中京テレビが制作、日本テレビ系列28局で2010年2月14日に放送されたドキュメンタリー・教養番組である。

## 概要
当番組は、中京テレビ40周年記念特別番組に合わせて作られた番組である。中京テレビでは2011年5月1日に当番組の第2弾ともいえる『地球オーケストラ〜日本の美しい音を探す旅〜』を制作し、日本テレビ系列で放送された。

## 出演者
（公式サイト掲載順）
MC
- 山口智充
- 川島海荷

サウンドハンター
- ケイン・コスギ
- USA（EXILE）
- 倉田亜味（元宝塚歌劇団）

音楽プロデュース
- 青島広志（作曲家・指揮者・ピアニスト）

## 地球の音
- 絶滅の危機に瀕する 「ザトウクジラの歌声」
- 地球の悲鳴 「氷河崩壊の轟音」
- 消えゆく人類の言語

## ネット局
ネット局
| 放送対象地域   | 放送局                       | 系列                                              | 放送日時                    |
| -------------- | ---------------------------- | ------------------------------------------------- | --------------------------- |
| 中京広域圏     | 中京テレビ（CTV） （制作局） | 日本テレビ系列                                    | 2010年2月14日 15:00 - 16:25 |
| 北海道         | 札幌テレビ（STV）            | 日本テレビ系列                                    | 2010年2月14日 15:00 - 16:25 |
| 青森県         | 青森放送（RAB）              | 日本テレビ系列                                    | 2010年2月14日 15:00 - 16:25 |
| 岩手県         | テレビ岩手（TVI）            | 日本テレビ系列                                    | 2010年2月14日 15:00 - 16:25 |
| 宮城県         | ミヤギテレビ（MMT）          | 日本テレビ系列                                    | 2010年2月14日 15:00 - 16:25 |
| 秋田県         | 秋田放送（ABS）              | 日本テレビ系列                                    | 2010年2月14日 15:00 - 16:25 |
| 山形県         | 山形放送（YBC）              | 日本テレビ系列                                    | 2010年2月14日 15:00 - 16:25 |
| 福島県         | 福島中央テレビ（FCT）        | 日本テレビ系列                                    | 2010年2月14日 15:00 - 16:25 |
| 関東広域圏     | 日本テレビ（NTV）            | 日本テレビ系列                                    | 2010年2月14日 15:00 - 16:25 |
| 山梨県         | 山梨放送（YBS）              | 日本テレビ系列                                    | 2010年2月14日 15:00 - 16:25 |
| 長野県         | テレビ信州（TSB）            | 日本テレビ系列                                    | 2010年2月14日 15:00 - 16:25 |
| 新潟県         | テレビ新潟（TeNY）           | 日本テレビ系列                                    | 2010年2月14日 15:00 - 16:25 |
| 静岡県         | 静岡第一テレビ（SDT）        | 日本テレビ系列                                    | 2010年2月14日 15:00 - 16:25 |
| 富山県         | 北日本放送（KNB）            | 日本テレビ系列                                    | 2010年2月14日 15:00 - 16:25 |
| 石川県         | テレビ金沢（KTK）            | 日本テレビ系列                                    | 2010年2月14日 15:00 - 16:25 |
| 福井県         | 福井放送（FBC）              | 日本テレビ系列／テレビ朝日系列 （クロスネット局） | 2010年2月14日 15:00 - 16:25 |
| 近畿広域圏     | 読売テレビ（ytv）            | 日本テレビ系列                                    | 2010年2月14日 15:00 - 16:25 |
| 鳥取県・島根県 | 日本海テレビ（NKT）          | 日本テレビ系列                                    | 2010年2月14日 15:00 - 16:25 |
| 広島県         | 広島テレビ（HTV）            | 日本テレビ系列                                    | 2010年2月14日 15:00 - 16:25 |
| 山口県         | 山口放送（KRY）              | 日本テレビ系列                                    | 2010年2月14日 15:00 - 16:25 |
| 徳島県         | 四国放送（JRT）              | 日本テレビ系列                                    | 2010年2月14日 15:00 - 16:25 |
| 香川県・岡山県 | 西日本放送（RNC）            | 日本テレビ系列                                    | 2010年2月14日 15:00 - 16:25 |
| 愛媛県         | 南海放送（RNB）              | 日本テレビ系列                                    | 2010年2月14日 15:00 - 16:25 |
| 高知県         | 高知放送（RKC）              | 日本テレビ系列                                    | 2010年2月14日 15:00 - 16:25 |
| 福岡県         | 福岡放送（FBS）              | 日本テレビ系列                                    | 2010年2月14日 15:00 - 16:25 |
| 長崎県         | 長崎国際テレビ（NIB）        | 日本テレビ系列                                    | 2010年2月14日 15:00 - 16:25 |
| 熊本県         | くまもと県民テレビ（KKT）    | 日本テレビ系列                                    | 2010年2月14日 15:00 - 16:25 |
| 鹿児島県       | 鹿児島読売テレビ（KYT）      | 日本テレビ系列                                    | 2010年2月14日 15:00 - 16:25 |

### 字幕・音声
| 放送対象地域   | 放送局                    | 字幕         | 音声               |
| -------------- | ------------------------- | ------------ | ------------------ |
| 北海道         | 札幌テレビ（STV）         | 字幕放送     | サラウンドステレオ |
| 青森県         | 青森放送（RAB）           | 字幕放送     | サラウンドステレオ |
| 岩手県         | テレビ岩手（TVI）         | 字幕放送     | サラウンドステレオ |
| 宮城県         | ミヤギテレビ（MMT）       | 字幕放送     | サラウンドステレオ |
| 秋田県         | 秋田放送（ABS）           | 字幕放送     | サラウンドステレオ |
| 山形県         | 山形放送（YBC）           | （表記なし） | （表記なし）       |
| 福島県         | 福島中央テレビ（FCT）     | （表記なし） | （表記なし）       |
| 関東広域圏     | 日本テレビ（NTV）         | 字幕放送     | サラウンドステレオ |
| 山梨県         | 山梨放送（YBS）           | 字幕放送     | サラウンドステレオ |
| 新潟県         | テレビ新潟（TeNY）        | 字幕放送     | サラウンドステレオ |
| 長野県         | テレビ信州（TSB）         | 字幕放送     | サラウンドステレオ |
| 静岡県         | 静岡第一テレビ（SDT）     | 字幕放送     | サラウンドステレオ |
| 富山県         | 北日本放送（KNB）         | 字幕放送     | サラウンドステレオ |
| 石川県         | テレビ金沢（KTK）         | 字幕放送     | サラウンドステレオ |
| 福井県         | 福井放送（FBC）           | （表記なし） | （表記なし）       |
| 中京広域圏     | 中京テレビ（CTV）         | 字幕放送     | サラウンドステレオ |
| 近畿広域圏     | 読売テレビ（ytv）         | 字幕放送     | サラウンドステレオ |
| 鳥取県・島根県 | 日本海テレビ（NKT）       | 字幕放送     | サラウンドステレオ |
| 広島県         | 広島テレビ（HTV）         | （表記なし） | （表記なし）       |
| 山口県         | 山口放送（KRY）           | （表記なし） | （表記なし）       |
| 徳島県         | 四国放送（JRT）           | 字幕放送     | サラウンドステレオ |
| 岡山県・香川県 | 西日本放送（RNC）         | 字幕放送     | サラウンドステレオ |
| 愛媛県         | 南海放送（RNB）           | （表記なし） | （表記なし）       |
| 高知県         | 高知放送（RKC）           | （表記なし） | （表記なし）       |
| 福岡県         | 福岡放送（FBS）           | 字幕放送     | サラウンドステレオ |
| 長崎県         | 長崎国際テレビ（NIB）     | 字幕放送     | サラウンドステレオ |
| 熊本県         | くまもと県民テレビ（KKT） | 字幕放送     | サラウンドステレオ |
| 鹿児島県       | 鹿児島読売テレビ（KYT）   | 字幕放送     | サラウンドステレオ |

## 備考
- 山口放送、南海放送では当番組を『地球オーケストラ』と題して放送していた。

## スタッフ
- 制作著作：中京テレビ